# الاشرف موسی، امیر دمشق
الملک الاشرف مظفرالدین موسی ( ۶۳۵-۶۱۵ ه‍.ق.) از ملوک ایوبی و فرمانروای حران و رها بود. ممالک الجزیره و شام و مصر در قرن هفتم هجری قمری در دست ملوک ایوبی یعنی برادرزادگان صلاح‌الدین ایوبی معروف بود. در هنگام حمله مغول به ایران دمشق در دست برادر الملک الاشرف، به نام الملک المعظم عیسی ( ۶۲۴-۶۱۵ ه‍.ق.) بود و مصر را برادر دیگر او الملک الکامل محمد ( ۶۳۵-۶۱۵ ه ق) در تصرف داشت. الملک المعظم نسبت به سلطان جلال‌الدین خوارزمشاه علاقه داشت و چون با برادران دیگر رابطهٔ حسنه‌ای نداشت سلطان جلال‌الدین را به گرفتن قلعهٔ اخلاط در ساحل شمالی دریاچه وان که در تصرف الملک الاشرف بود دعوت نمود و سلطان خیال حمله به آنجا را داشت که برای سرکوب طغیانی از این کار منصرف شد. در همین احوال الملک الاشرف پیش برادر خود الملک المعظم رفت و با او صلح کرد و از او درخواست کرد که در دفع جلال‌الدین او را یاری دهد و هر دو برادر برای حفظ ممالک ایوبی با یکدیگر متحد شدند.

## حمله جلال‌الدین به اخلاط
جلال‌الدین پس از شکست اتابک ازبک فرمانروای اران و آذربایجان بر همسر او دختر طغرل سوم آخرین پادشاه سلجوقی عراقی دست یافت و ملکه را با جماعتی با احترام به خوی فرستاد و معترض متصرفات او نشد اما در غیاب او شرف الملک وزیر جلال‌الدین ملکه را به طرفداری از اتابکان متهم ساخت و به تصرف اموال و قلاع او پرداخت. ملکه نیز از روی ناچاری به نایبِ الملک الاشرف حاجب حسام‌الدین علی که بر اخلاط حکومت می‌کرد توسل جست و از او خواست که املاک او را تحت تصرف بگیرد و در عوض از او در مقابل لشکریان شرف‌الملک دفاع نماید.
جلال‌الدین پس از سرکوبی مخالفین خود به تبریز وارد شد و از ظلم عمال شرف الملک و بدرفتاری او نسبت به ملکه دختر طغرل سوم اطلاع یافت و بعد از آن به قصد تجدید محاصرهٔ اخلاط بار دیگر عازم ارمنستان شد. قبل از آنکه جلال‌الدین به اخلاط برسد، الملک الاشرف اسباب قتل حاجب علی حکمران این شهر را فراهم کرد و حکمران جدید آن شهر هر قدر خواست جلال‌الدین را با تقدیم معذرت و صلح‌جویی از محاصره باز دارد او زیر بار نرفت و با منجنیق شهر را زیر باران سنگ گرفت و با قوهٔ قهریه مفتوح ساخت. محاصرهٔ اخلاط ۱۰ ماه طول کشید و مردم شهر با وجود انواع مشقات در مقابل حملات سپاه جلال‌الدین مقاومت کردند و سپاهیان جلال‌الدین در این مدت از هیچ بی‌رحمی‌ای کوتاهی نکردند تا آن که یکی از امرای الملک الاشرف خیانت ورزید و شهر در یکشنبه ۲۸ جمادی‌الاول سال ۶۲۷ به تصرف سپاهیان جلال‌الدین افتاد. از جمله اسرایی که در این واقعه به دست جلال‌الدین افتاد دو برادر شرف الملک به نام‌های مجیرالدین یعقوب و تقی‌الدین عباس و همچنین همسر الملک الاشرف یعنی دختر ایوانی سردار معروف گرجی بود که جلال‌الدین به انتقام حرکتی که حاکم شهر حاجب علی در پناه دادن به همسر او به اخلاط کرده بود، آن زن را به تصرف خود گرفت.

## اتحاد الملک الاشرف بر ضد جلال‌الدین
الملک الاشرف بعد از سقوط اخلاط با علاءالدین کیقباد یکم (پادشاه سلجوقیان روم ۶۳۴-۶۱۵ ه ق) و امرای حلب و موصل و الجزیره بر ضد جلال‌الدین طرح اتحادی قوی ریخت و به دعوت علاءالدین کیقباد، پادشاه مصر، الملک الکامل برادر الملک الاشرف نیز در این اتحاد وارد شد. این اتحاد شکست سنگین جلال‌الدین از علاءالدین کیقباد را در ۲۸ رمضان سال ۶۲۷ در پی داشت.